# Cordillera Agua Negra
Cordillera Agua Negra är en bergskedja i Argentina.   Den ligger i provinsen San Juan, i den nordvästra delen av landet, 1 200 km väster om huvudstaden Buenos Aires.
Trakten runt Cordillera Agua Negra är ofruktbar med lite eller ingen växtlighet. Trakten runt Cordillera Agua Negra är nära nog obefolkad, med mindre än två invånare per kvadratkilometer.